# Rhyacophila muktepa
Rhyacophila muktepa är en nattsländeart som beskrevs av Schmid 1970. Rhyacophila muktepa ingår i släktet Rhyacophila och familjen rovnattsländor. Inga underarter finns listade i Catalogue of Life.